# Pantographa fraternalis
Pantographa fraternalis is een vlinder van de familie van de grasmotten (Crambidae). De wetenschappelijke naam van deze soort is voor het eerst voorgesteld als Syllepte fraternalis door Vitor Osmar Becker in een publicatie uit 2023.
De soort komt voor in Mexico.